# Paul Mulla
Paul Mulla, nato Ali Mehmet Mulla Zadé (Heraklio, 6 settembre 1891 – Roma, 3 marzo 1959), è stato un presbitero e islamista turco naturalizzato francese.

## Biografia
Mulla nacque a Creta sotto l'Impero ottomano da una famiglia turca. Il padre era medico militare e presidente della comunità musulmana cretese. A quattordici anni, Ali fu mandato dal padre a studiare al liceo Mignonet ad Aix-en-Provence. Dopo il diploma conseguito nel 1899, si iscrisse all'università di Aix-en-Provence alla facoltà di legge con l'intenzione di diventare avvocato. Nella facoltà insegnava il filosofo cattolico Maurice Blondel, che ebbe sul giovane Mulla una profonda influenza. Dopo avere seguito i suoi corsi per tre anni, Mulla gli manifestò la volontà di diventare cristiano e dopo un breve periodo di catecumenato ricevette il battesimo nel gennaio 1905, prendendo il nome cristiano Paul. Subito dopo ritornò in famiglia dove si trattenne per un anno, ma trascorse un periodo difficile, perché la sua conversione non fu bene accetta. Tornato in Francia, decise di entrare in seminario e fu ordinato prete cattolico nel 1911. Aveva intenzione di tornare in Turchia per esercitare il suo ministero, ma fu dissuaso da Ahmed Riza, un politico turco che viveva in esilio a Parigi. Decise quindi di restare in Francia e nel 1913 ottenne la cittadinanza francese, cominciando ad esercitare il ministero sacerdotale ad Aix-en-Provence. Allo scoppio della prima guerra mondiale fu chiamato sotto le armi e destinato ad un ospedale militare, ma per la sua conoscenza delle lingue orientali (turco, greco, arabo e persiano) fu inviato a Beirut come interprete per lo stato maggiore orientale. Finita la guerra rientrò in Francia nel 1919 e tornò a fare il sacerdote ad Aix-en-Provence, dedicandosi anche all'insegnamento. A Maurice Blondel non piacque l'idea che uno dei suoi migliori studenti facesse l'insegnante nella scuola di una piccola diocesi di provincia, così nel 1924 lo segnalò al presidente del Pontificio Istituto Orientale. Con l'approvazione di papa Pio XI, Paul Mulla fu chiamato a Roma nell'anno accademico 1924-1925 per insegnare islamistica e lingue orientali. Nel 1927 fu nominato monsignore. Rimase ad insegnare al Pontificio Istituto Orientale fino alla morte, avvenuta nel 1959.
Mulla fu consulente di tre pontefici (Pio XI, Pio XII e per un breve periodo di Giovanni XXIII) in materia di religioni islamiche. Anche se pubblicò poco per via di problemi alla vista, ebbe un profondo impatto sulla Chiesa cattolica per una migliore conoscenza della religione islamica, propedeutica all'apertura di un dialogo religioso.